# Tottenham Hotspur Stadium
Tottenham Hotspur Stadium är en arena i Tottenham, London, som är hemmaarena för fotbollsklubben Tottenham Hotspur FC. Arenan är av Uefas ranking klass fyra, och den har en kapacitet på 62 850. Arenan invigdes den 3 april 2019 efter tre års konstruktion, och är ersättare för White Hart Lane som tidigare stod på samma plats. Arenan är den tredje största i England och den största klubbarenan i London.

## Historia
Arenan öppnades med en ceremoni den 3 april 2019 inför sin första tävlingsmatch, en Premier League match mot Crystal Palace. Tottenham vann den matchen med 2–0, och Son Heung-min gjorde det första officiella målet i den nya arenan.